# توماس دبليو. روس
توماس دبليو. روس (بالإنجليزية: Thomas W. Ross)‏ هو قاضي ومحامي أمريكي، ولد في 5 يونيو 1950 في غرينزبورو في الولايات المتحدة.